# خیابان ماساچوست (واشینگتن، دی.سی.)

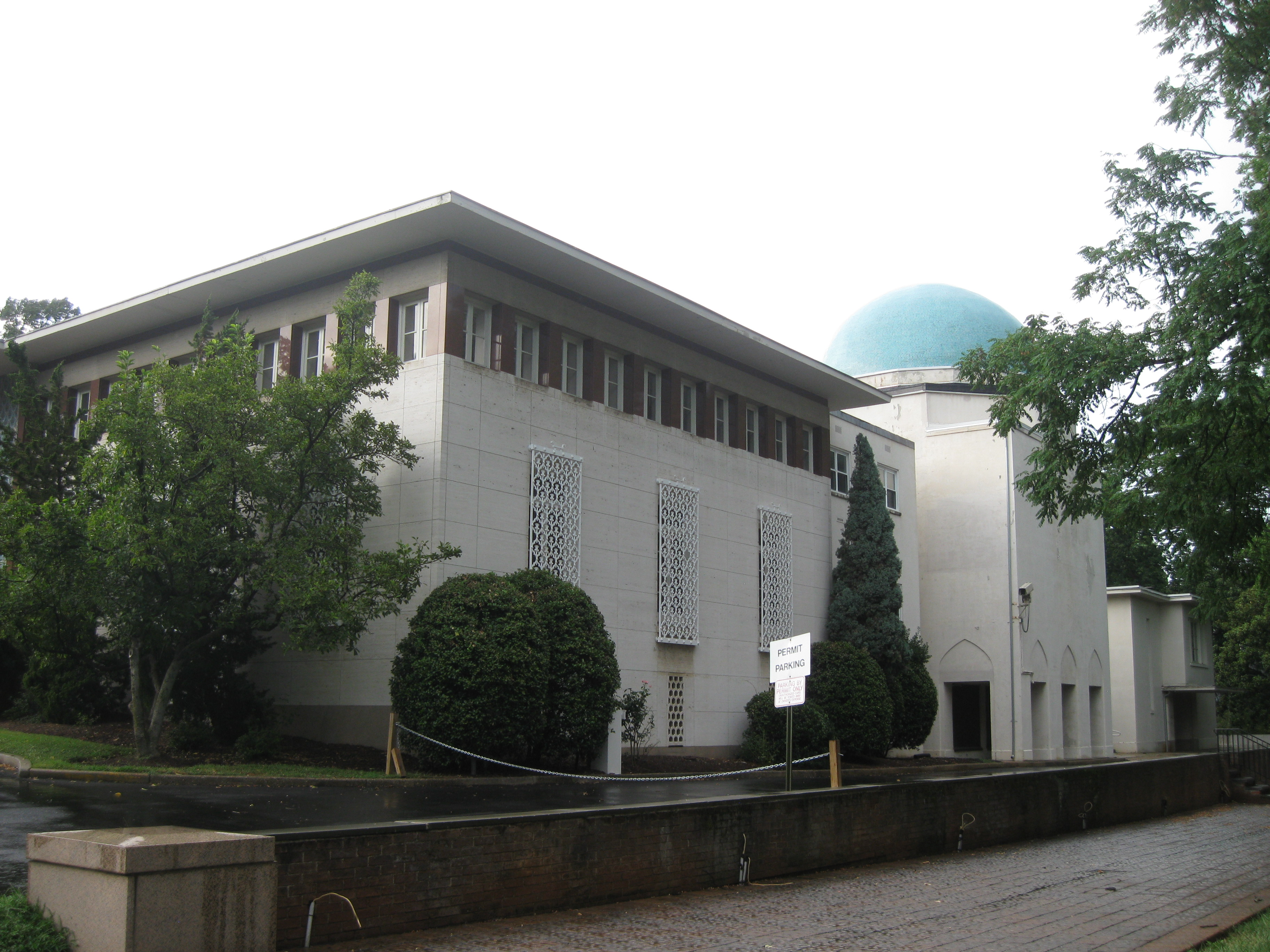
سفارت سابق ایران در واشینگتن به آدرس شماره ۳۰۰۳ خیابان ماساچوست.

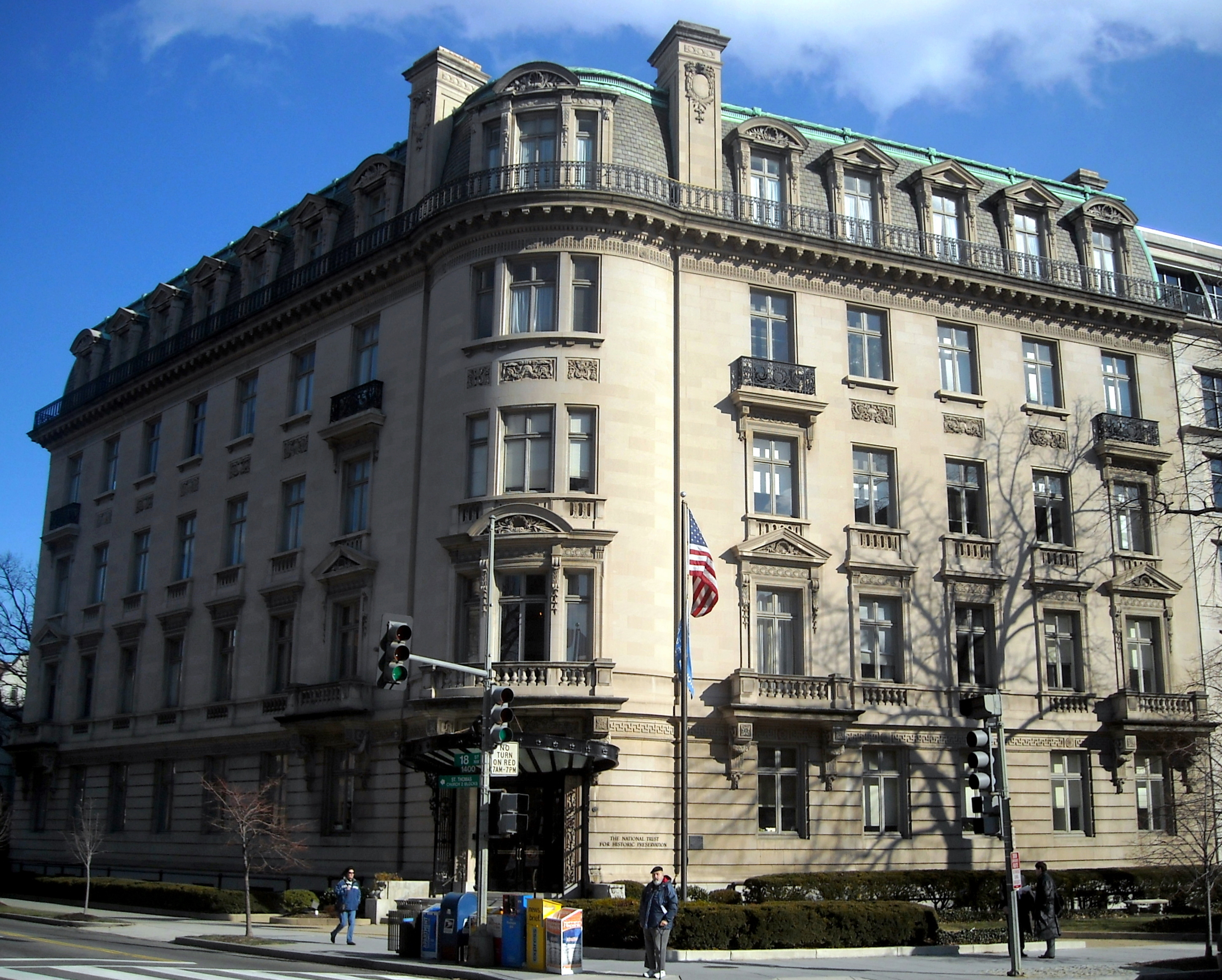
دفتر مرکزی مؤسسه امریکن انترپرایز در خیابان ماساچوست.

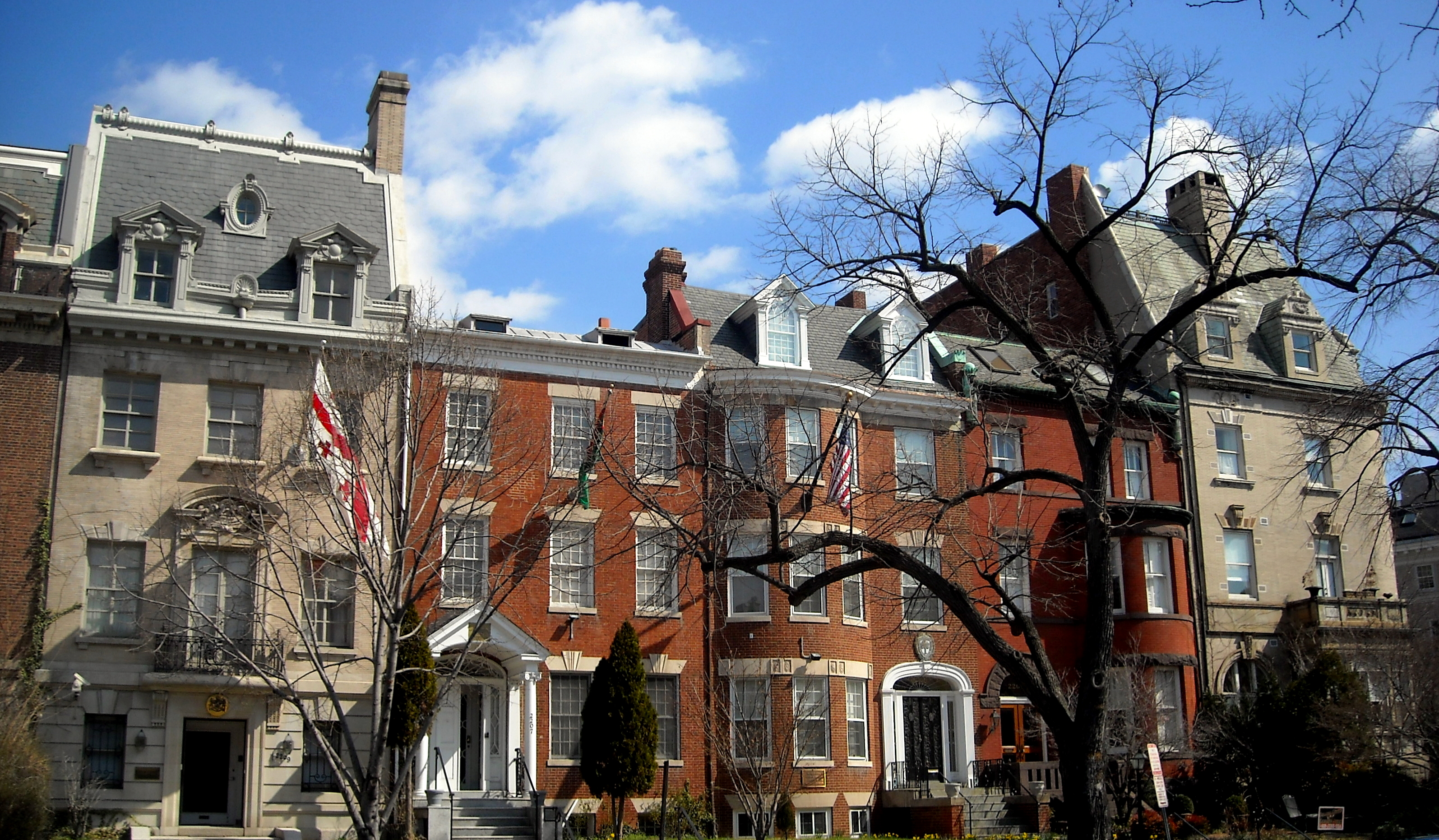
املاک شخصی و مراکز دیپلماتیک در خیابان ماساچوست.

خیابان ماساچوسِت (به انگلیسی: Massachusetts Avenue)، یکی از خیابان‌های اصلی شهر واشینگتن، دی.سی.، پایتخت ایالات متحده آمریکا است. خیابان ماساچوست توسط پیر شارل لوفان، طراحی شده‌بود. این خیابان از ۳ بخش اصلی واشینگتن، دی.سی. می‌گذرد.
بیشتر سفارت‌خانه‌ها و مراکز دیپلماتیک مستقر در واشینگتن، دی.سی. در شمال غربی خیابان ماساچوست، مابین میدان اسکات و میدان شریدان واقع شده‌اند.